# Engenheiro agrícola

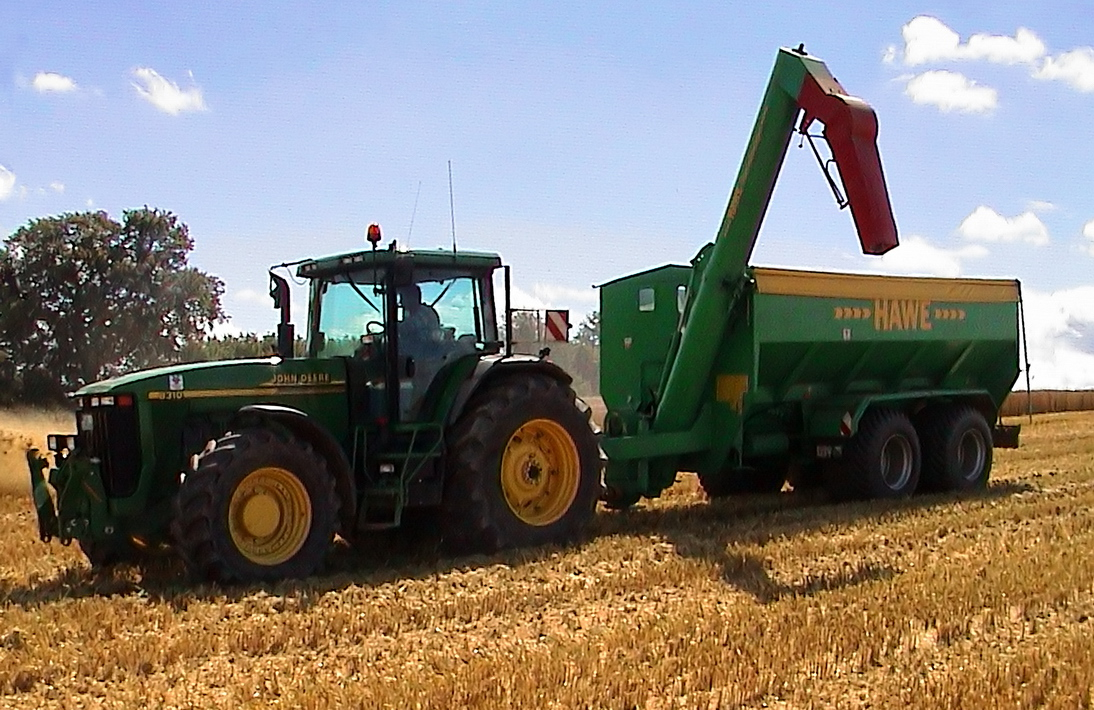
O trator é um instrumento de grande importância para diversos processos agrícolas.

O Engenheiro Agrícola atua na área de interface entre a agricultura e a engenharia.
As áreas de atuação deste profissional são mecânica agrícola, energização rural, processamento de produtos agropecuários, engenharia de água e solos e construções rurais.
As atribuições profissionais no Brasil são discriminadas na resolução n.º 256, de 27 de maio 1978 do CONFEA.

## Áreas de atuação
O engenheiro agrícola projeta, implanta e administra técnicas e equipamentos necessários à produção agrícola. Planeja métodos de armazenagem e constrói silos, armazéns e estufas. Leva ao campo soluções inovadoras e eficazes para melhorar a produção, sem se descuidar do desenvolvimento sustentado da agricultura. Propõe a adoção de medidas que impeçam a erosão e o esgotamento do solo e a poluição de mananciais. Constrói açudes, barragens, sistemas de irrigação e de drenagem. Trabalha no projeto de máquinas e equipamentos agrícolas e se ocupa da mecanização agrícola e da eletrificação rural. Há boas oportunidades nos setores agropecuário e agroindustrial, para trabalhar em pesquisa, geração e desenvolvimento de sistemas de produção e seus componentes tecnológicos. Atua em todas as etapas do agronegócio, do planejamento da produção à comercialização do produto.
A Engenharia Agrícola é composta pelas técnicas e os conhecimentos empregados no gerenciamento de processos agropecuários. O engenheiro agrícola projeta, implanta e administra técnicas e equipamentos necessários à produção agrícola. Planeja métodos de armazenagem e constrói silos, armazéns e estufas. Leva ao campo soluções inovadoras e eficazes para melhorar a produção, sem se descuidar do desenvolvimento sustentado da agricultura. Propõe a adoção de medidas que impeçam a erosão e o esgotamento do solo e a poluição de mananciais. Constrói açudes, barragens, sistemas de irrigação e de drenagem. Trabalha no projeto de máquinas e equipamentos agrícolas e se desenvolve sistemas de mecanização agrícola e de eletrificação rural. Há boas oportunidades nos setores agropecuário e agroindustrial, para trabalhar em pesquisa, geração e desenvolvimento de sistemas de produção e seus componentes tecnológicos. Atua em todas as etapas do agronegócio, do planejamento da produção à comercialização do produto.

### Lista de áreas de atuação
Construção rural
Projetar e construir estufas, silos, estábulos e outros alojamentos para animais, mantendo as condições ideais de climatização dos ambientes.
Eletrificação rural
Instalar em propriedades rurais fontes de energia hidráulica, elétrica, solar ou geradas por biogás.
Engenharia de águas e solos
Construir açudes, barragens e sistemas de irrigação e drenagem. Combater a erosão e pesquisar técnicas de conservação do ambiente.
Extensão rural e difusão de tecnologia
Orientar produtores rurais sobre tecnologias e conhecimentos de produção segundo a capacidade produtiva da propriedade.
Mecanização agrícola
Projetar e construir equipamentos mecânicos, bem como otimizar sistemas mecanizados para todas as etapas da produção agropecuária. Prestar assistência técnica aos agricultores.
Planejamento agropecuário
Organizar e gerenciar negócios agropecuários. Fazer previsão de safras e propor métodos para gestão dos recursos naturais.
Tecnologia pós-colheita
Determinar a embalagem, o armazenamento, o transporte e o beneficiamento das safras.

## O curso
Nos dois primeiros anos, você recebe sólida formação básica em ciências exatas (cálculo, física e química), do solo (geologia e pedologia, que é o estudo dos solos) e da computação (programação e uso de softwares da área da engenharia como Autocad e Matlab). A partir do terceiro ano, o curso passa a abordar aspectos tecnológicos que darão suporte ao desenvolvimento de projetos e sistemas de produção, tais como técnicas de planejamento e administração, sistemas de produção animal e vegetal, pós-colheita, irrigação e drenagem, máquinas e mecanização agrícola, automação e controle. O currículo possui também forte característica ambiental, principalmente no que tange ao uso adequado dos recursos hídricos e do solo, atuando na conservação da qualidade da água e do solo, bem como no manejo e tratamento de resíduos líquidos e sólidos causados pelos processos agrícolas. O estágio supervisionado e o trabalho de conclusão de curso são obrigatórios.
Duração média: cinco anos.
Outros nomes: Eng. Agrícola e Amb.; Eng. Agroind. Agroquímica; Eng. Agroind. Ind. Alimentícias; Eng. de Agroneg.

### Instituições de ensino
Região Sudeste
Minas Gerais: UFMG (Montes Claros); UFV(Viçosa), Ufla (Lavras), IFNMG (Januária), UFVJM (Unaí), Rio de Janeiro: UFF (Niterói), UFRRJ (Seropédica).
São Paulo: Unicamp (Campinas).
Região Norte
Pará: CEULS/ULBRA (Santarém). UFRA (Tomé-Açu)
Tocantins: CEULP/ULBRA; UNITINS (Palmas).
Região Nordeste
Bahia: Univasf (Juazeiro), UESB (Vitória da Conquista), UFRB (Cruz das Almas), IF Baiano (Guanambi)
Paraíba: UFCG (Campina Grande).
Pernambuco: UFRPE (Recife).
Rio Grande do Norte: Ufersa (Mossoró)
Sergipe: UFS
Região Centro-Oeste
Goiás: UEG (Anápolis); IFGoiano (Urutaí)
Mato Grosso: UFMT (SINOP e Rondonópolis).
Mato Grosso do Sul: UFGD (Dourados)
Região Sul
Paraná: Unioeste (Cascavel); UEM (Maringá); UFPR (Jandaia do Sul).
Rio Grande do Sul: UFSM (Cachoeira do Sul); Unipampa (Alegrete); IF Farroupilha (Alegrete); Ulbra (Canoas), UFPel (Pelotas); UNISC (Santa Cruz do Sul); URI (Erechim); UFPR (Jandaia do Sul).

## Diferença com outras áreas

### Ciências agrárias
A Engenharia Agrícola é uma sub área das ciências agrárias.

### Engenharia agronômica
O Engenheiro Agrícola é comumente confundido com o Engenheiro Agrônomo, do qual se distingue pela atuação mais específica, em razão de uma formação mais orientada às ciências exatas.
Os dois cursos preparam profissionais para diferentes tarefas da mesma área. Enquanto o engenheiro agrícola recebe formação com ênfase em matemática e física, o engenheiro agrônomo se aprofunda nas áreas de biologia e química. A Engenharia Agrícola foi criada para levar a área rural um profissional com a capacidade de resolver os problemas relacionados à aplicação da engenharia no campo. Dessa forma, os cursos de formação em Engenharia Agrícola tem a capacidade de levar ao campo Engenheiros com conhecimentos específicos para realizar projetos mecânicos, construções rurais, ambiência animal, eletrificação rural, sistemas de irrigação e drenagem, energia renovável (Ex: biodigestores e painéis fotovoltaicos), saneamento ambiental, hidráulica e hidrologia, armazenamento e processamento de produtos agrícolas, geoprocessamento e sensoriamento remoto.
Torna-se importante ressaltar que esses cursos preparam profissionais para diferentes tarefas em um mesmo campo de atuação. O agrônomo se aprofunda em matérias das áreas de biologia e química, enquanto o engenheiro agrícola tem como foco de sua formação em matemática e física aplicadas às atividades do campo. A Engenharia Agrícola também é voltada para a parte mecânica da agricultura, como planejamento, construção e manutenção de máquinas. Já o curso de Agronomia se volta às etapas da atividade agropecuária do plantio e produção de vegetais à comercialização da produção.

### Agronegócio
O agronegócio é um ramo em crescimento constante. Não só de gado e plantação vive um bom empreendedor em agronegócio hoje, mas também de especulação financeira, comércio de exportação e implantação de tecnologias em seu sistema de produção.
Para tanto, o agricultor necessita de um profissional qualificado, capaz de auxiliá-lo nas diversas funções de desenvolvimento de equipamento e produção de sua fazenda. Esse profissional é o engenheiro agrícola, capacitado para aplicar técnicas e conhecimentos no gerenciamento dos diversos processos agropecuários.
Esse profissional participa de todas as etapas do agronegócio, desde o planejamento de produção até a comercialização do produto. Seu currículo abrange  prioritariamente as ciências exatas e biológicas.

## Mercado de trabalho
O Brasil já é um dos grandes produtores de alimentos. "O país tem a especificidade de dominar tecnologia aplicada à agronomia tropical, produzindo muito mais alimentos em áreas menores. Por isso, o engenheiro agrícola encontra oportunidade em toda a cadeia produtiva, pois ele domina o uso da tecnologia", explica Edson de Oliveira Vieira Cunha, coordenador do curso da UFMG. O mercado está bastante aquecido para trabalhar com preparo do solo e irrigação no norte de Minas Gerais e no Nordeste. O egresso também pode encontrar vagas em fabricantes de máquinas e equipamentos agrícolas para trabalhar no desenvolvimento de novos produtos, na venda e na assistência técnica. Outro mercado que continua em alta é o de pós-colheita. Os produtores de soja, café, açúcar, tabaco e frutas buscam esses especialistas com o objetivo de reduzir as perdas. Com a necessidade do uso racional da água, há oferta de empregos no setor de irrigação na Região Nordeste. Cresce a procura por esse profissional no ramo sucroalcooleiro - mas a oferta de vagas acompanha a variação do preço da cana - e no de biodiesel.
Na área ambiental, aumenta a demanda para a avaliação de impactos ambientais, tratamento e disposição de efluentes oriundos da atividade agrícola. Na pecuária de exportação, os mais solicitados são os especialistas em planejamento agropecuário e certificação de rastreabilidade do produto - toda carne exportada precisa receber o Selo de Inspeção Federal (SIF). O graduado é responsável por atualizar informações como identificação do animal, data de vacinas e estoque do rebanho, nos sistemas de gerenciamento. As vagas para o engenheiro agrícola estão concentradas na iniciativa privada e são mais numerosas nas regiões Centro-Oeste, Sul e Sudeste, nas áreas irrigadas do Nordeste, como Petrolina (PE) e Juazeiro (BA), e no norte de Minas Gerais. Em cooperativas agroindustriais, as melhores chances estão no Paraná.